# Раби (Италија)
Раби (итал. Rabbi) је насеље у Италији у округу Тренто, региону Трентино-Јужни Тирол.
Према процени из 2011. у насељу је живело 1456 становника. Насеље се налази на надморској висини од 1097 м.

## Становништво
Према резултатима пописа становништва 2011. у општини је живело 1.400 становника.
| 1931. | 1936. | 1951. | 1961. | 1971. | 1981. | 1991. | 2001. | 2011. |
| ----- | ----- | ----- | ----- | ----- | ----- | ----- | ----- | ----- |
| 2.547 | 2.252 | 2.314 | 2.139 | 1.856 | 1.638 | 1.478 | 1.456 | 1.400 |